# Meu Primeiro Gradiente
Meu Primeiro Gradiente é um brinquedo lançado pela empresa Gradiente em 1989. Trata-se de um gravador de áudio que vinha equipado com uma entrada para fita cassete, botões de controle (pausa, avançar, parar, retroceder) e um microfone.
O brinquedo foi relançado em 2013, mas totalmente repaginado. Em sua nova versão, ele possui display LCD, entradas para pendrive e dois microfones, controles coloridos em formato geométrico para as novas funções e rádio FM. O acessório é compatível com músicas no formato MP3.
Em 2019, após a volta da Gradiente ao mercado, o Meu Primeiro Gradiente retornou novamente, sendo vendido por R$ 449,00.